# Jenny Rautionaho
Jenny Rautionaho (* 26. Juli 1996 in Rovaniemi) ist eine finnische Skispringerin.

## Werdegang
Jenny Rautionaho nahm am 8. und 9. Dezember 2009 zum ersten Mal an zwei Wettbewerben des Continental Cups im finnischen Rovaniemi teil, wo sie die Plätze 33 und 32 belegte und damit zugleich noch ihre ersten Continental-Cup-Punkte verpasste. Nachdem sie 2010 erneut nur an den beiden Wettbewerben in Rovaniemi teilgenommen hatte, startete sie ab 2011 häufiger im Continental Cup.
Bei den Junioren-Skiweltmeisterschaften 2010 in Hinterzarten belegte Rautionaho im Einzelwettbewerb den 33. Platz, bei der Junioren-Ski-WM 2011 in Otepää den 32. Platz und bei der Junioren-Ski-WM 2012 im türkischen Erzurum auch den 32. Platz.
Rautionaho nahm an den im Januar 2012 erstmals ausgetragenen Olympischen Jugend-Winterspielen 2012 in Innsbruck teil, bei denen sie im Einzelwettbewerb den siebten Platz und im Mannschaftswettbewerb zusammen mit Ilkka Herola und Miika Ylipulli den vierten Platz belegte.
Am 23. November 2012 debütierte sie als Teil der finnischen Mannschaft beim Mixed-Team-Wettbewerb in Lillehammer zugleich im Skisprung-Weltcup. Zusammen mit Julia Kykkänen, Sami Niemi und Janne Happonen erreichte sie den zehnten Platz. In der Folge musste sie zwischen 2013 und 2015 wegen zweier Kreuzbandrisse jeweils für rund ein halbes Jahr pausieren. Zum Saisonende 2016/17 riss sie sich erneut das Kreuzband.
Rautionaho gewann die Goldmedaille bei den Finnischen Meisterschaften 2016 in Taivalkoski vor Susanna Forsström und Julia Tervahartiala.
Am 14. und 15. Dezember 2018 erreichte sie im norwegischen Notodden mit einem sechsten und siebten Platz ihre bisher besten Resultate im Continental Cup.
Beim Weltcup-Springen in Ljubno am 24. Januar 2021 sprang Rautionaho auf Platz 27 erstmals in die Punkteränge. Bei den Weltmeisterschaften 2021 in Oberstdorf wurde sie mit dem finnischen Mixed-Team und der Frauenmannschaft jeweils Neunte. In den Einzelwettbewerben wurde sie von der Normalschanze 31. und von der Großschanze 32. Bei den Olympischen Winterspielen 2022 in Peking wurde sie im Einzelwettbewerb von der Normalschanze 32.

## Persönliches
Jenny Rautionaho ist die Tochter des ehemaligen finnischen Skispringers Esko Rautionaho. Rautionaho lebt derzeit in Rovaniemi.

## Statistik

### Weltcup-Platzierungen
| Saison  | Platz | Punkte |
| ------- | ----- | ------ |
| 2020/21 | 41.   | 016    |
| 2021/22 | 41.   | 043    |
| 2022/23 | 27.   | 201    |
| 2023/24 | 12.   | 598    |
| 2024/25 | 21.   | 284    |

### Grand-Prix-Platzierungen
| Saison | Platz | Punkte |
| ------ | ----- | ------ |
| 2021   | 13.   | 126    |
| 2022   | 29.   | 040    |
| 2023   | 40.   | 024    |
| 2024   | 45.   | 014    |

### Continental-Cup-Platzierungen
| Saison  | Platz | Punkte |
| ------- | ----- | ------ |
| 2015/16 | 32.   | 041    |
| 2016/17 | 46.   | 014    |
| 2018/19 | 19.   | 119    |
| 2019/20 | 32.   | 099    |
| 2022/23 | 38.   | 072    |